# Caltiki – Rätsel des Grauens
Caltiki – Rätsel des Grauens (Originaltitel: Caltiki il mostro immortale) ist ein italienisch-französischer Schwarzweiß-Horrorfilm aus dem Jahr 1959. Die Uraufführung war am 8. August 1959 in Italien.
Der Film wollte an dem Erfolg des US-amerikanischen Science-Fiction-Films Blob – Schrecken ohne Namen aus dem Jahr 1958 anknüpfen.

## Handlung
In der Einleitung wirft der Erzähler die Frage auf, warum die einstige Hochkultur der Maya in Tikal im Jahr 607 n. Chr. nach Norden abgewandert ist und die Stadt aufgab. Der Sage nomadischer Ureinwohner, die durch das Gebiet ziehen nach, war der Grund die blutrünstige Maya-Göttin Caltiki.
Ein Archäologenteam untersucht die dortigen Maya-Ruinen. Als Expeditionsmitglied Nieto völlig aufgelöst ins Lager zurückkehrt, ist er dem Schock verfallen, sein Partner wird vermisst und seine Pistole wurde leergeschossen. Um der Sache nachzugehen, begeben sie sich mit einheimischen Helfern zur Höhle nahe eines Vulkans. Sie sehen, dass sich am Vortag durch Vulkanaktivität eine Öffnung aufgetan hat und folgen den Fußspuren. Sie entdecken eine weitere Höhle, die als Tempel für die Gottheit Caltiki diente. In dieser unterirdischen Anbetungsstätte, wurden der Göttin damals eine überlebensgroße Statue errichtet und rituelle Menschenopfer in einem Höhlen-See dargebracht. Ein Forscher tastet die Höhle vorsichtshalber mit einem Geigerzähler ab und findet radioaktive Strahlung im See. Sie finden die Kamera ihres Forscherkollegen und nehmen sie mit, in der Hoffnung, dass der Film Antworten liefert. Sie beschließen, mit einer Taucherausrüstung zurückzukommen, falls ihr Kollege dort ertrunken ist. Als sie aufbrechen, entgeht ihnen der tote Kollege hinter einem Felsen im See.
Als sie im Lager den Film sichten, sehen sie, wie ihre Kollegen die Ruinen und den Höhlen-Tempel betreten und von etwas Unbekanntem attackiert werden, was nicht im Bild ist. Vor dem Lager beginnen die einheimischen Ureinwohner mit einem Trommel-Ritual, das von einer Tänzerin begleitet wird, um die bösen Geister zu besänftigen. Expeditionsmitglied Bob wird von Linda gewarnt, sie dabei nicht zu stören. Er schleicht sich an, sieht dem Spektakel dennoch zu und wird ertappt, was Unglück bringen soll.
Am nächsten Tag suchen sie mit Bob in Taucherausrüstung den See ab und finden auf seinem Grund anstatt ihres vermissten Kollegen, unzählige mit Goldschmuck behangende Skelette; präkolumbianische Menschenopfer. Als er ihnen den Schmuck zeigt, beschließen sie ihn erneut tauchen zu lassen und das Gold zu bergen. Als er es einsammelt, wird er angegriffen und wieder an Land gezogen. Sein Gesicht wurde vollständig bis auf den Knochen zerfressen. Plötzlich taucht ein unförmiges Wesen aus dem Wasser auf und greift die Gruppe an. Sie feuern vergeblich mit Pistolen auf das Monster. Expeditionsmitglied Max will das Gold mitnehmen, wird jedoch vom Wesen am Arm erfasst und kann sich nicht befreien. Professor John Fielding eilt ihm zur Hilfe und hackt mit einem Beil das Stück aus dem Ungeheuer, welches den Arm umschlingt. Während sie den verletzten Max in Sicherheit bringen, eilt John zum LKW, der mit Benzinfässern beladen ist und steuert ihn auf den Höhleneingang zu. Er springt rechtzeitig ab und die Explosion und das Feuer vernichten das Wesen.
Sie bringen Max so schnell es geht zu einer Klinik in Mexiko-Stadt, wo ihm das Stück entfernt wird, das seinen Arm umklammert. Als sie das Fremdgewebe abziehen, ist sein Arm komplett skelettiert. Als sie das fremde Gewebe analysieren, stellen sie fest, dass es einem unbekannten, riesigen Einzeller entstammt. Sie machen weitere Tests in einem Labor und bestimmen das Alter auf 20 Millionen Jahre. Sie machen es in der Presse publik und halten eine Konferenz ab. Professor John Fielding bringt die mysteriöse Entdeckung mit den alten Maya-Inschriften des Tempels und der Gottheit in Verbindung und kommt zum Schluss, dass Caltiki in gewisser Weise „wiedergeboren“ wurde.
Als John nach Hause zurückkehrt, nahm er eine Gewebeprobe mit sich, um sie weiter zu studieren und möglicherweise Erkenntnisse in Biologie oder Medizin zu erhalten. Max liegt noch immer schwer verletzt im Krankenhaus. John hofft mit neuen Erkenntnissen Max retten zu können. Als er Max einen Krankenbesuch abstattet, ist dieser ohne Hoffnung auf Heilung und auch sein Gesicht wurde zum Teil in Mitleidenschaft gezogen. Als John sich beim Arzt nach Max Zustand erkundigt, erklärt dieser ihm, dass seine Wunden wie starke Verbrennungen aussehen, sich jedoch nicht wie welche verhalten. Auch schlägt keine Medizin an. Zudem breitet sich das zerstörte Gewebe aus und wird später seinen Blutkreislauf und somit das Gehirn befallen, was seinen Tod bedeutet. Max hört das Gespräch besorgt mit.
John vertieft sich in Biologiebücher und findet keine Antwort darauf, wie sich solch ein Organismus entwickeln konnte und warum er alles Lebendige zersetzt, mit dem er in Berührung kommt. Dann kommt ihm ein Geistesblitz, der möglicherweise die Erklärung liefern könnte; ihm fällt die Gammastrahlung ein, die sie am Fundort gemessen haben. Er testet das Gewebe mittels Elektronenschleuder im Institut und bestätigt seinen Verdacht, dass die Strahlung dessen Energiequelle ist. Es wird wieder zum Leben erweckt, vergrößert und multipliziert sich. Wenn die Bestrahlung aufhört, wird das Gewebe inaktiviert und fällt wieder leblos in sich zusammen.
Im Krankenhaus wird Max von Linda besucht, die ihn liebt, er erwidert jedoch ihre Liebe nicht. Er ist frustriert über seinen Zustand und wütend über John und Ellen Fielding. Über John, weil ihm seiner Meinung nach die Hälfte des Goldes zusteht und über dessen Ehefrau Ellen, weil sie seine Annäherungsversuche rüde abgewehrt hat. Er würde ihr am liebsten weh tun und droht Linda dasselbe, wenn sie mit Ellen darüber spricht. Auch sagt Max, dass eine Macht sich ihm ausbreitet, er diese in die Welt bringen will und niemand ihn aufhalten kann. Er erschlägt später die Krankenschwester und flieht aus der Klinik. Als Linda Ellen aufsucht und ihr Herz über die unglückliche Liebe zu Max und seinen merkwürdigen Geisteszustand ausschüttet, bekommt Ellen einen Anruf aus dem Krankenhaus, dass sie hinfahren soll. Als sie eintreffen, ist die Polizei bereits vor Ort und startet eine Großfahndung. Max versteckt sich nahe eines Flusses, aber er wird von Polizeistreifen mit Spürhunden verfolgt. Entkräftet flieht er weiter und kann schließlich entkommen.
Professor Rodríguez geht noch einmal mit John auf die Tempel-Inschrift ein, das Caltiki die einzige unsterbliche Göttin ist, was auch eine wissenschaftliche Wahrheit enthält. Auch ist dort von ihrem Gefährten, der vom Himmel kommt die Rede. In der Inschrift steht, dass er Caltiki unendliche Kraft verleihen und sie die Erde zerstören würde. John weiß nicht so recht, ob sie da zu viel hinein interpretieren. Rodríguez meint jedoch, dass die alten Maya möglicherweise mehr darüber als sie gewusst hätten. Als Rodríguez die Fieldings verlässt, taucht heimlich der flüchtige Max vor dessen Haus auf. John bekommt einen Anruf aus dem Institut, dass die Gewebeprobe ins Labor eingedrungen ist, die Elektronenschleuder zerstört hat, unaufhörlich wächst, sie sie nicht stoppen können und nicht wissen, was sie tun sollen. John rät ihnen es und das Labor in Brand zu stecken und macht sich auf den Weg. Währenddessen dringt Max ins Haus der Fieldings ein und kappt die Telefonleitung.
Rodríguez lässt die Maya-Inschrift nicht mehr los und befragt einen Astronomen, ob ein bekanntes Himmelsphänomen im Jahr 607 n. Chr. stattfand. Tatsächlich zog in dieser Zeit ein radioaktiver Komet nahe an der Erde vorbei. Er fliegt auf seiner Flugbahn alle 1352 Jahre nahe der Erde vorbei, wird derzeit von Sternwarten beobachtet und ist in wenigen Stunden auf seiner alten Position. Rodríguez und seinem Assistenten ist nun klar, dass der Komet das Monster erneut größer und stärker machen wird und es damals die ansässigen Maya vertrieb. Er kann John telefonisch nicht erreichen und macht sich auf, um die Gewebestücke des Wesens zu vernichten, ehe sie an Kraft gewinnen.
Im Labor gelang es mittels Feuer die außer Kontrolle geratene Gewebeprobe zu vernichten. Jedoch tötete es zuvor noch einen Wachmann, der vermutlich versehentlich die Elektronenschleuder startete und es reaktivierte. John sieht sich die Lage dort an. Als Rodríguez mit seinem Wagen zum Labor eilt, schaut er in den Nachthimmel, um Ausschau nach dem Kometen zu halten, als plötzlich ein Fahrzeug auftaucht, er ausweicht, von der Straße gerät und umkommt. Im Haus der Fieldings ruft die kleine Tochter ihre Mutter, weil sie einen Mann gesehen hat. Sie beruhigt sie und geht wieder nach unten, wo sie Linda trifft, die bei ihnen zu Gast ist. Als Linda heimlich den im Keller versteckten Max Essen bringt, entgeht ihr, als sie an der Gewebeprobe vorbeigeht, dass diese allmählich von der Kometenstrahlung reaktiviert wird. Sie beschwört ihn, zu verschwinden, um Ärger zu entgehen. Dass John ihm nur helfen will, wieder normal zu werden. Wütend droht er sie zu töten, wenn sie weiterhin so von ihm spricht, dass er nicht normal sei.
Rodríguez Assistent begibt sich zu John ins Labor und klärt ihn über den Kometen und die Folgen auf. John trägt ihm auf, dass er die Polizei und Armee rufen soll. Sie sollen unbedingt Flammenwerfer mitbringen, da das Wesen nur mittels Feuer vernichtet werden kann. John eilt nach Hause, um seine Probe zu vernichten. Diese vergrößert und teilt sich derweil mehrfach, während seine Frau und Tochter im Bett liegen. Als es ein Tablett umstößt, hört dies Ellen und steht auf. Der Strom ist abgestellt und sie bemerkt, dass die Telefonleitung tot ist. Sie geht nachschauen und wird von Max bedrängt. Sie flieht und es stößt Linda dazu, die ihm seine Pistole abnehmen will. Max erschießt Linda. Als er Ellen ins Schlafzimmer zwingen will, hören sie Geräusche. Max vermutet John dahinter und droht ihm. Jedoch platzt eines der Wesen durch die Wand und frisst Max. Ellen eilt nach oben zu ihrer Tochter.
Die Wesen werden immer größer und jagen Ellen und ihr Kind. Sie retten sich auf einen Vorsprung der Hausfassade und gehen in ein sicheres Zimmer. Währenddessen rast John mit dem Wagen durch eine Straßensperre, wird von der Polizei verfolgt und gefasst. Auf der Wache erklärt John die gefährliche Lage und seine Raserei. Der Polizeichef schenkt ihm keinen Glauben, hält ihn für verrückt und lässt ihn inhaftieren. John gelingt es zu fliehen und rast nach Hause. Die Polizei nimmt erneut die Verfolgung auf. Die Monster demolieren derweil auf Nahrungssuche immer weiter das Haus. Die Armee ruft derweil über die Stadt das Kriegsrecht aus. Sie sendet Flammenwerferpanzer und Infanterie aus. Als John zuhause eintrifft, haben die Ungeheuer das Haus umzingelt. Die eingetroffenen Polizisten feuern ohne Wirkung auf die Wesen. Dann werden die nachgeschickten Flammenwerfer an sie ausgegeben und auch das Militär trifft ein. Die Brandwaffen zeigen Wirkung und John gelingt es im letzten Moment mit einer Leiter seine Familie zu retten. Als eines der Monster sich immer weiter aufbäumt, treffen die Panzer ein und töten es. Das Haus stürzt ein und alle Wesen werden verbrannt. Familie Fielding verlässt den Ort. Caltiki ist für immer vernichtet.

## Wissenswertes
- Es ist in Inhaltsangaben und Filmkritiken oft zu lesen, dass das Monster in Mexiko gefunden wird, jedoch liegt die antike Maya-Stadt Tikal in Guatemala.
- Drehort war ein Filmset in Mexiko-Stadt.
- Das Einspielergebnis belief sich auf 94,15 Millionen italienische Lire.[1]
- Kameramann Mario Bava inszenierte Teile des Films, dessen Beteiligte fast alle unter englischen Pseudonymen gelistet werden.